# Nicola Leonardi (rugbista)
Nicola Leonardi (Roma, 15 ottobre 1979) è un ex rugbista a 15 italiano, mediano di mischia in Eccellenza e serie A, tra le altre, di Petrarca, Rugby Roma e Capitolina.

## Biografia
Cresciuto nella S.S. Lazio, con essa esordì in prima squadra in campionato; nel 2004 fu al Petrarca, compagine con cui esordì in Challenge Cup.
Terminato il contratto con il Petrarca, tornò nella Capitale nel 2010 ingaggiato dalla Rugby Roma, con cui vinse da capitano il Trofeo Eccellenza; alla fine della stagione sportiva 2010-11, dopo la mancata iscrizione del Rugby Roma al campionato, si trasferì a L’Aquila e, un anno più tardi, alla Capitolina con cui guadagnò nel 2013 la promozione in Eccellenza.

## Palmarès
- Trofei Eccellenza : 1
Rugby Roma: 2010-11